# Stadsingenjörskontor

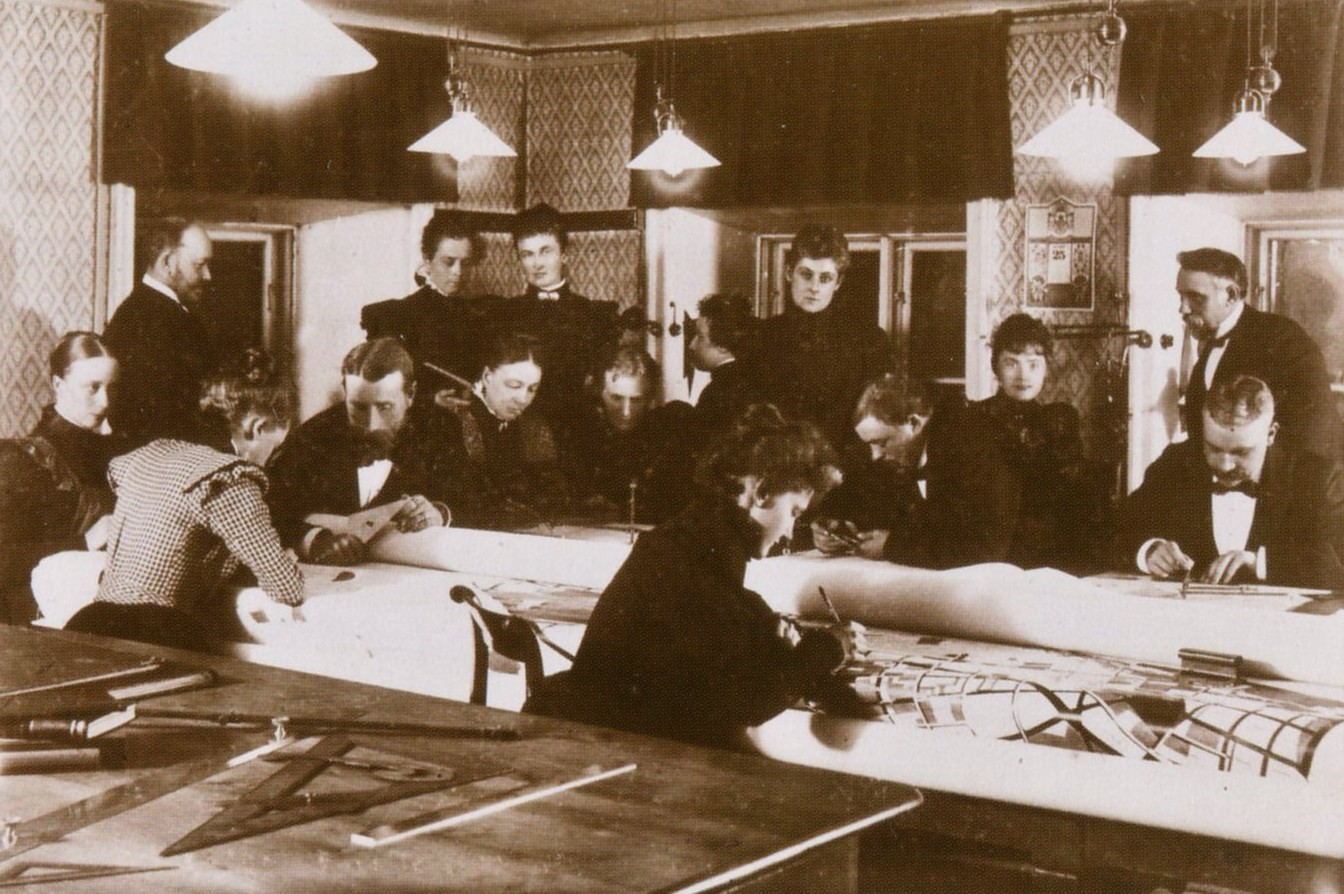
Ingenjörer och kartriterskor kring en karta på Stadsingenjörskontoret i Stockholm kring 1890.

Stadsingenjörskontor, en kommunal förvaltning som hanterar kommunens mätningsväsende: markeringar av rätt plats för husbyggen, utmärkning av fastighetsgränser, upprättande av kartor och tomtregister etc. Det kommunala självstyret ger svenska kommuner stor frihet att organisera sig som de själva anser lämpligt, och stadsingenjörskontor kan därför ha olika organisation och uppgifter i olika kommuner. Ofta har tidigare stadsingenjörskontor uppgått i stadsbyggnadskontoren.